# Djupasjön (Öreryds socken, Småland)
Djupasjön är en sjö i Gislaveds kommun i Småland som ingår i Nissans huvudavrinningsområde. Sjön är 14 meter djup, har en yta på 0,04 kvadratkilometer och befinner sig 172,6 meter över havet. Djupasjön djuplodades 1971. Sedan 1988 kalkas sjöns omgivningar årligen med ca 8 ton kalk från Uddagårdens kalkbrott till en årlig kostnad av 12 000 kr (2013).

## Galleri

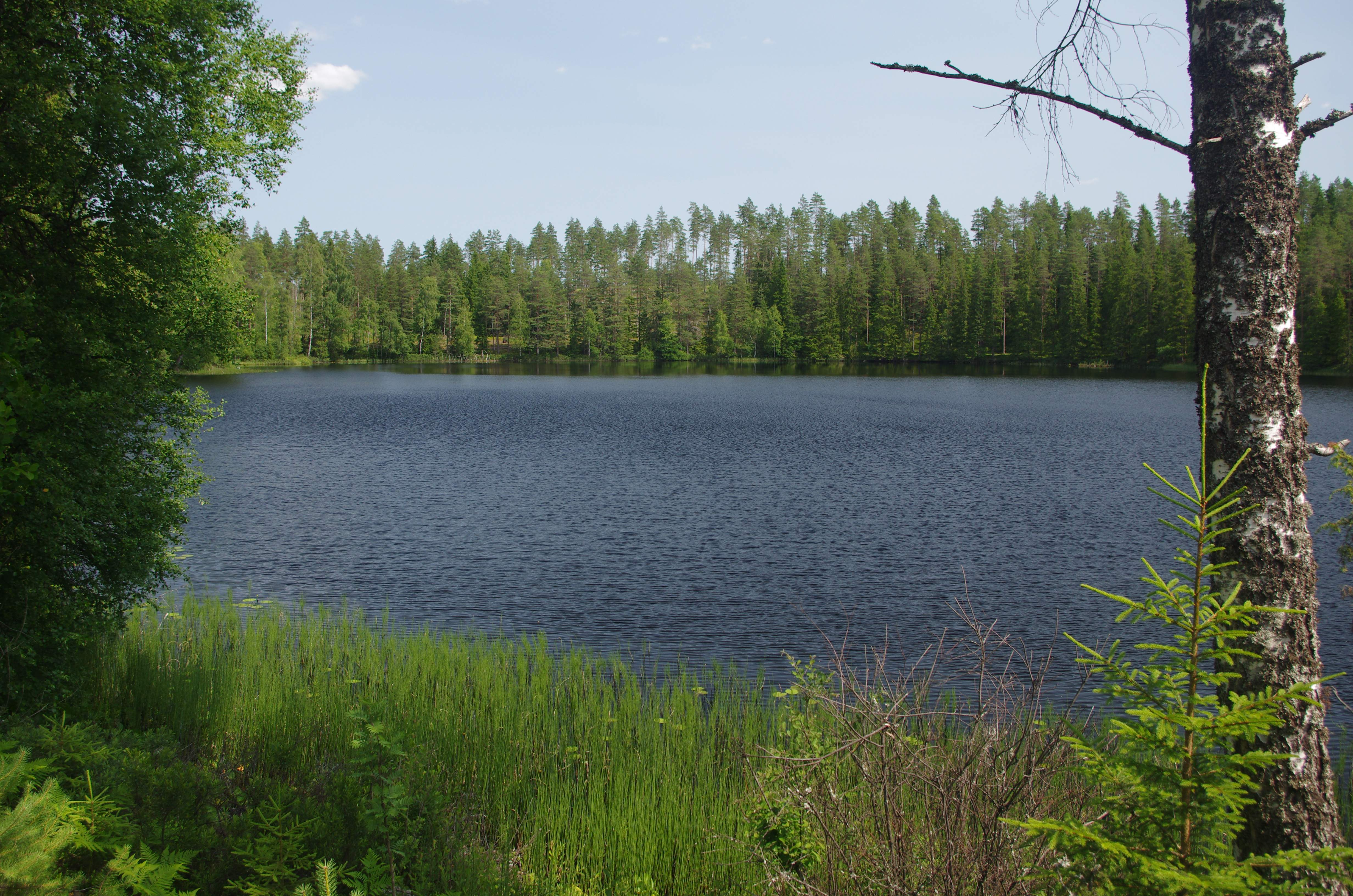
Vy från väster.
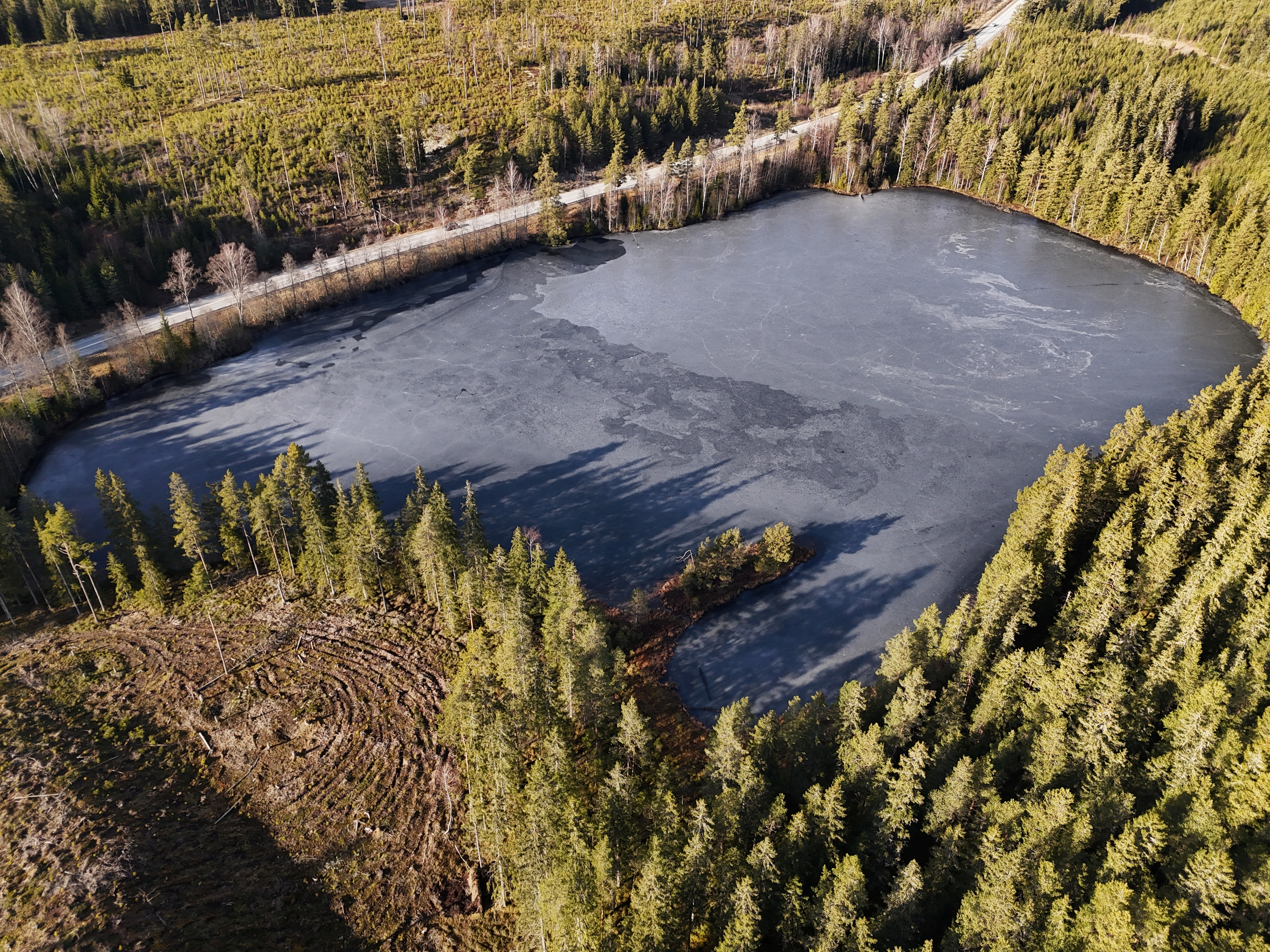
Sjön är isbelagd i början av mars 2025.